# União das Freguesias de Belazaima do Chão, Castanheira do Vouga e Agadão
União das Freguesias de Belazaima do Chão, Castanheira do Vouga e Agadão, kurz Belazaima do Chão, Castanheira do Vouga e Agadão, ist eine Gemeinde (Freguesia) der portugiesischen Stadt Águeda.
Die Gemeinde entstand am 29. September 2013 im Zuge der administrativen Neuordnung in Portugal aus dem Zusammenschluss der Gemeinden Belazaima do Chão, Castanheira do Vouga und Agadão. Sitz wurde Belazaima do Chão.
Auf einer Fläche von 88,1 km² leben 1.416 Einwohner (2021), 12,1 % weniger als bei der letzten Volkszählung 2011.